# Honda NT 700 V

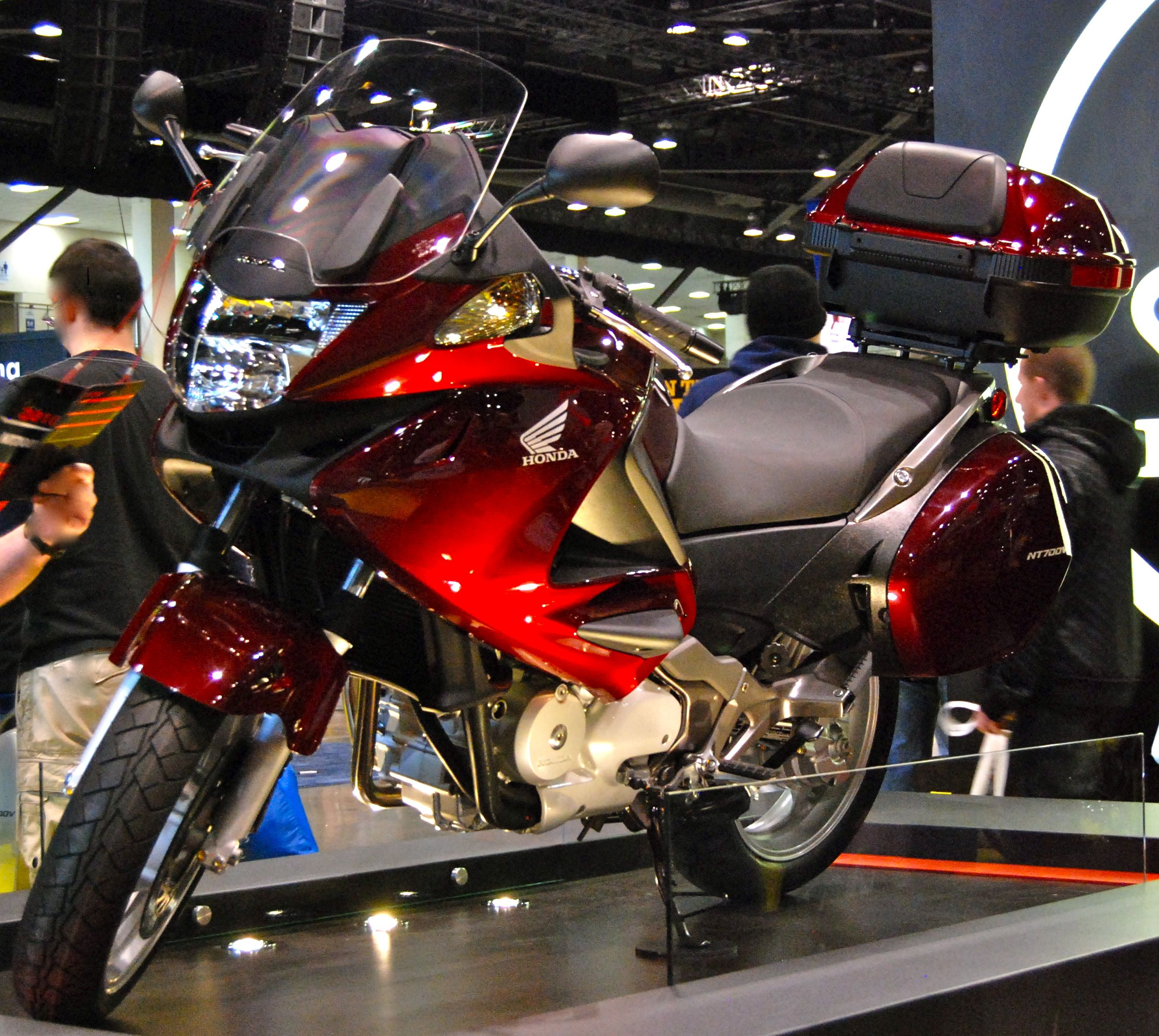
Een Honda NT700V op de Seattle International Motorcycle Show (2009).

De Honda NT700V Deauville is een middenklasse motorfiets van Honda uit 2006. Het is de opvolger van de Honda NT650V Deauville (1998-2005).
Dit volledig hertekende model werd in 2006 door Honda op de markt gebracht. De goed uitgeruste touring middenklasser is voorzien van een 700 V-twin motor en een PGM-FI elektronische injectie. De motor kan worden geleverd met een ABS-systeem en een gecombineerd remsysteem en aandrijving via een cardanas. De vaste zijkoffers hebben een gezamenlijke inhoud van 54 liter. Het model wordt ook vaak ingezet voor woon-werkverkeer.
Het windscherm is verstelbaar in twee posities. Sinds 2008 is de constructie van het windscherm aangepast en is nu zonder gereedschap verstelbaar in vijf posities. Een reeks aan toebehoren is verkrijgbaar.
Sinds 2012 is de NT700V door Honda uit productie genomen.

## Specificaties
| Model                | Honda NT700V                          |
| Bouwjaar             | vanaf 2006                            |
| Aantal cilinders     | 2 (52° V-twin / 4-takt)               |
| Cilinderinhoud       | 680 cm³                               |
| Carburatie           | Elektronische benzine-injectie PGM-FI |
| Vermogen             | 48,3 kW (65,7 pk)                     |
| Koelsysteem          | Vloeistofkoeling                      |
| Tankinhoud           | 19,7 liter                            |
| Aantal versnellingen | 5                                     |
| Overbrenging         | Cardan                                |
| Koppeling            | Natte platenkoppeling                 |
| Rijklaar-Gewicht     | 257 kg                                |